# Greg Mansell

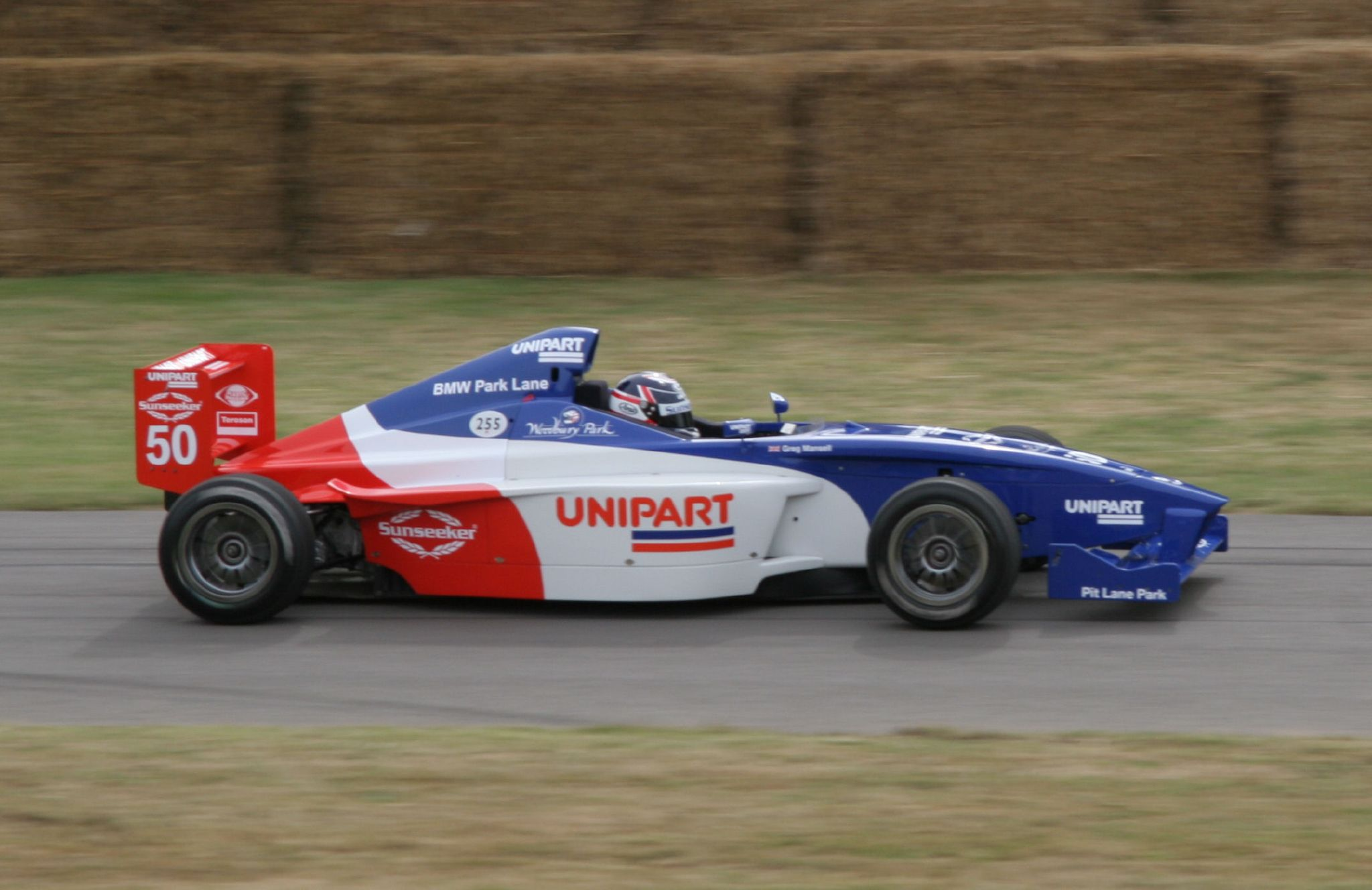
Greg Mansell in zijn Formule BMW auto.

Greg Mansell (Douglas, 8 november 1987) is een Brits autocoureur en wielrenner. Hij is de zoon van Formule 1-kampioen Nigel Mansell en de jongere broer van autocoureur Leo Mansell.
Greg en zijn oudere broer reden altijd in dezelfde kampioenschappen. Ze begonnen met karten in 2005. Hierna stapten ze over naar het Formule BMW UK kampioenschap in 2006. In dit kampioenschap deden ze het slecht, Greg wist 13 punten te scoren en Leo scoorde helemaal geen punten. De kampioen Niall Breen haalde er 305. Ondanks deze slechte resultaten raceten ze in de finale races van de British F3. Greg finishte veelbelovend achtste in de eerste race. In de tweede race ging het slechter en finishte laatste. Voor 2008 rijden Greg en Leo in de Atlantic Series in de Verenigde Staten. Ze rijden er voor Derrick Walker Racing.